# Riksmötet 1997/1998
Riksmötet 1997/98 var Sveriges riksdags verksamhetsår 1997–1998. Det pågick från riksmötets öppnande den 16 september 1997 till riksmötets avslutning den 10 juni 1998.
Riksdagens talman under riksmötet 1997/98 var Birgitta Dahl (S).